# پروپ‌ایر
پروپ‌ایر (به انگلیسی: Propair) یک شرکت هواپیمایی است که در تاریخ ۱۹۵۴ میلادی تأسیس شده است. دفتر مرکزی پروپ‌ایر در روین-نوراندا، کانادا واقع شده‌است.